# Stefan Themerson
Stefan Themerson, född 1910, död 1988, är en polskfödd engelsk författare. Tillsammans med sin fru Franciszka drev han mellan 1948 och 1979 förlaget Gaberbocchus Press på vilket paret utgav inte bara egna skrifter utan också översättningar av bland andra Alfred Jarry och Raymond Queneau.

## Svenska översättningar
- "Ur Kurt Schwitters i England" (översättning: Magnus Hedlund). I På spaning efter den gris som flytt: en antologi (Cavefors, 1974), s. 27-33
- "Tredje ben" (översättning: Görgen Antonsson). I Skeptisk antologi (Janus, 1983), s. 30-33
- "En lärostol i anständighet" (översättning: Magnus Hedlund). I tidskriften Janus, nr 25 (1983), s. 31-48
- "Om semantisk poesi" (översättning: Görgen Antonsson). I tidskriften Lyrikvännen. 1984: nr 1, s. 50-56
- "Jankel Adler: en konstnär sedd ur en av många tänkbara vinklar" (översättning: Maria Ekman). I tidskriften Artes, 1985: nr 3, s. 80, 84
- Vov vov eller Vem dödade Richard Wagner? (översättning: Görgen Antonsson) (Amalgam, 1987)